# Francisco Blake Mora

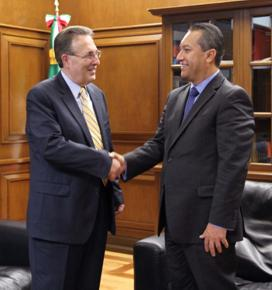
Francisco Blake Mora (rechts)

Francisco Blake Mora (Tijuana, 22 mei 1966 – Temamatla, 11 november 2011) was een Mexicaans politicus van de Nationale Actiepartij (PAN) en van juli 2010 tot november 2011 minister van Binnenlandse Zaken.
Blake studeerde rechtsgeleerdheid aan de Autonome Universiteit van Baja California. Van 1995 tot 1998 was hij wethouder in Tijuana en van 2000 tot 2003 had hij zitting in de Kamer van Afgevaardigden. In 2007 benoemde gouverneur José Guadalupe Osuna Millán Blake tot regeringssecretaris in de staatsregering van Baja California.
Na het aftreden van Fernando Gómez-Mont werd Blake op 14 juli 2010 door president Felipe Calderón tot minister van Binnenlandse Zaken benoemd. Op 11 november 2011 overleed hij bij een helikoptercrash.